# Ethniki Odos 16a
Die Ethniki Odos 16a  (griechisch Εθνική Οδός 16α ‚Nationalstraße 16a‘) ist eine Straßenverbindung in Nord-Griechenland. Die 15 km lange Straße verbindet die Straße Ethniki Odos 16, von der sie westlich von Agios Prodromos abzweigt, mit Polygyros auf der Halbinsel Chalkidiki und vermittelt mit ihrer Fortsetzung nach Gerakini den Zugang zur Halbinsel Sithonia und einen weiteren Zugang zur Halbinsel Kassandra.